# Mira (Harlequin)
Pour les articles homonymes, voir Mira.
Mira est une collection des éditions Harlequin. Elle est spécialisée dans les thrillers, les histoires policières surprenantes tant par la façon dont l’intrigue est menée que par le dénouement. Au milieu de l’intrigue policière se noue une romance entre le personnage principal et le policier, enquêteur…

## Titres parus
- Nora Roberts, Possession, vol. 7
- Erica Spindler, Black Rose, vol. 16
- Nora Roberts, Tabous, vol. 17
- Tess Gerritsen, Présumée coupable, vol. 19
- Erica Spindler, L'innocence volée, vol. 29
- Erica Spindler, Rapt, vol. 30
- Nora Roberts, Enquêtes à Denver, vol. 40
- Erica Spindler, Pulsion meurtrière, vol. 48
- Erica Spindler, Le silence du mal, vol. 52
- Brenda Novak, Noir secret, vol. 119
- Lisa Jackson, Noire était la nuit, vol. 123
- Lisa Jackson, Dans l'ombre du bayou, vol. 135
- Erica Spindler, Collection macabre, vol. 137
- Nora Roberts, Une femme dans la tourmente, vol. 140
- Karen Rose, Le lys rouge, vol. 142
- Heather Graham Pozzessere, Apparences, vol. 144
- Nora Roberts, Clair obscur, vol. 151
- Heather Graham, Sombre présage, vol. 155
- Karen Rose, Je te volerai ta mort, vol. 159
- Erica Spindler, Et vous serez châtiés, vol. 160